# هندریک تومپره جونیور
هندریک تومپره جونیور (استونیایی: Hendrik Toompere Jr.؛ زادهٔ ۵ ژوئن ۱۹۶۵) بازیگر سینما، تلویزیون و تئاتر و کارگردان نمایش اهل استونی است.
از فیلم‌ها یا برنامه‌های تلویزیونی که وی در آن نقش داشته‌است می‌توان به شمشیرباز و وسوسه سنت تونی اشاره کرد.